# Jalen Brunson
Jalen Brunson (ur. 31 sierpnia 1996 w New Brunswick) – amerykański koszykarz, występujący na pozycji rozgrywającego, obecnie zawodnik New York Knicks.
W 2015 wystąpił w meczach wschodzących gwiazd szkół średnich – Nike Hoop Summit, McDonald’s All-American, Jordan Classic. Został też wybrany najlepszym zawodnikiem amerykańskich szkół średnich stanu Illinois (Illinois Gatorade Player of the Year – 2014, 2015, Illinois Mr. Basketball – 2015). Zaliczono go również do I składu Parade All-American (2015) oraz III składu
USA TODAY’s All-USA (2015).
12 lipca 2022 dołączył do New York Knicks
Jego ojcem jest były zawodnik NBA – Rick Brunson.

## Osiągnięcia
Stan na 1 czerwca 2024, na podstawie, o ile nie zaznaczono inaczej.

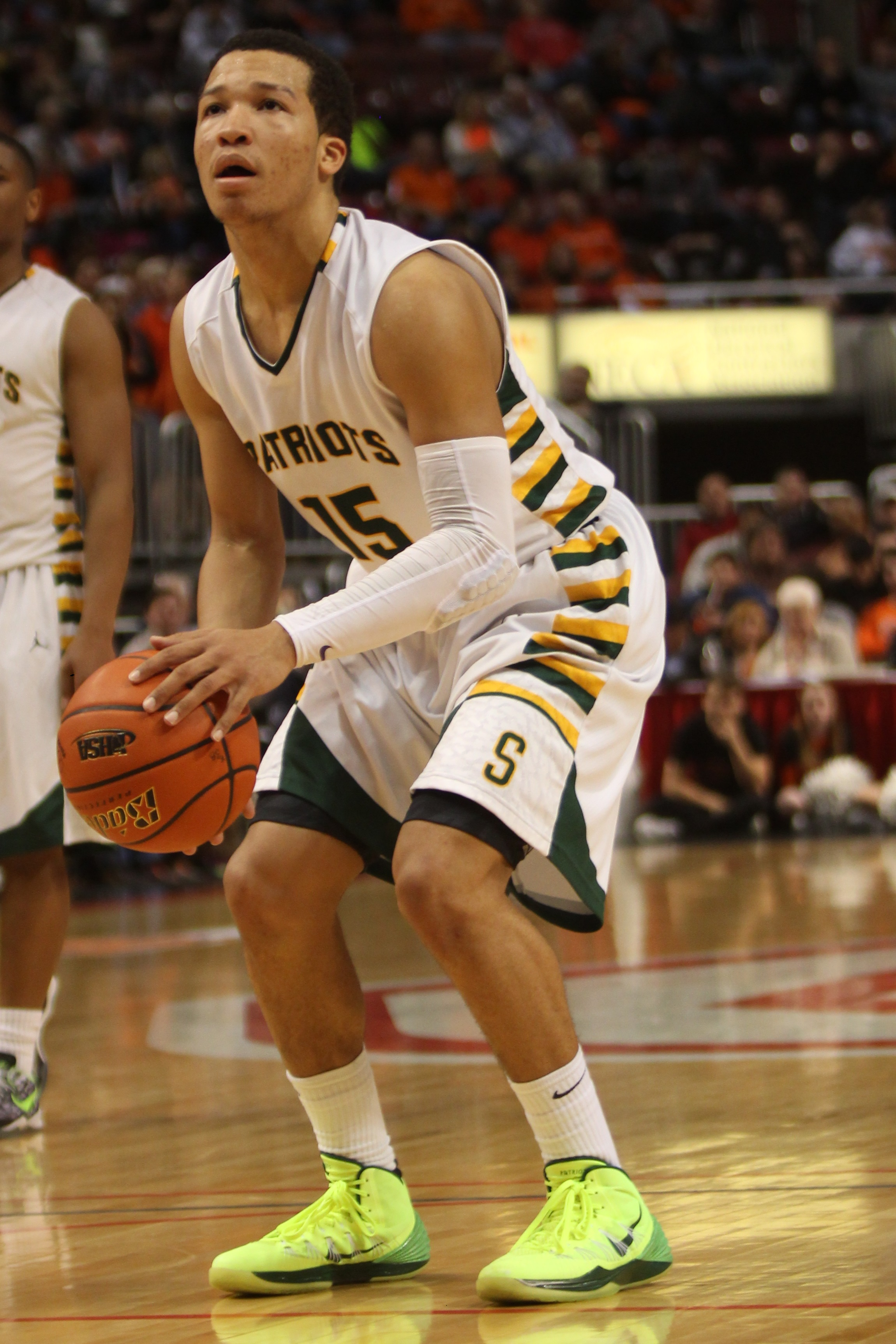
Brunson podczas mistrzostw szkół średnich – 2014 IHSA Class 4A.

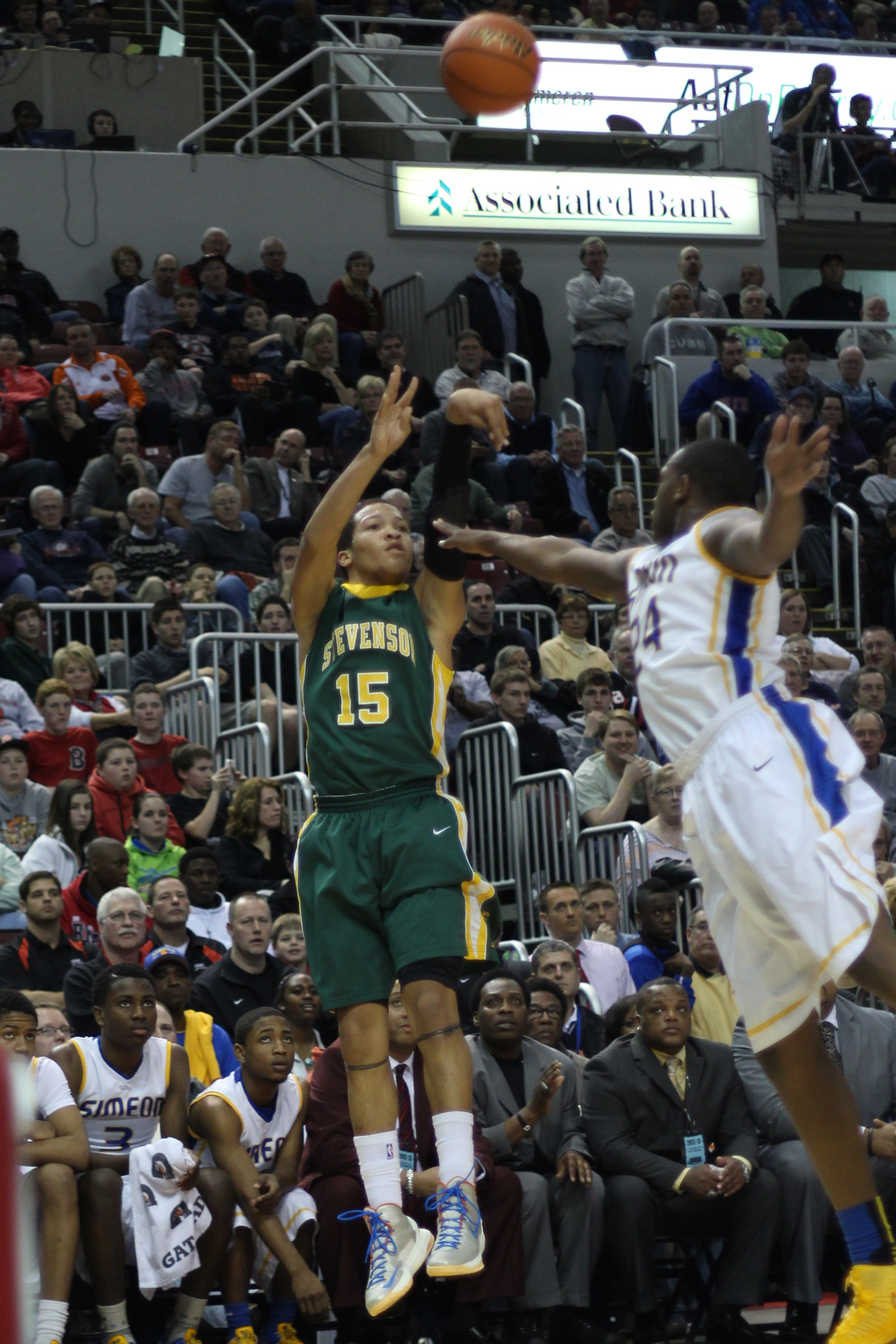
Brunson podczas meczu finałowego mistrzostw szkół średnich – 2013 IHSA Class 4A.

### NCAA
- Mistrz:
  - NCAA (2016, 2018)
  - turnieju konferencji Big East (2017, 2018)
  - sezonu regularnego Big East (2016, 2017)
- Uczestnik turnieju NCAA (2016–2018)
- Koszykarz Roku:
  - NCAA:
    - im. Naismitha (2014)[6]
    - im. Woodena (2014)[7]
    - według:
      - Associated Press (AP – 2014)[8]
      - National Association of Basketball Coaches (NABC – 2014)[9]
      - United States Basketball Writers Association (USBWA – 2014)[10]
      - Sporting News (SN – 2014)[11]

  - Lute Olson Award (2018 – najlepszy zawodnik NCAA, z pominięciem pierwszorocznych)[12]
  - Robert V. Geasey Trophy (2018 – najlepszy zawodnik Philadelphia Big 5)[13]
  - konferencji Big East (2018)[14]
- Laureat Bob Cousy Award (2018 – najlepszy rozgrywający NCAA)[15]
- Most Outstanding Player (MOP=MVP) turnieju NIT Season Tip-Off (2016)
- MVP turnieju Battle 4 Atlantis (2018)
- Zaliczony do:
  - I składu:
    - All-American (2012–2018)
    - turnieju:
      - NCAA Final Four (2018 przez Associated Press)[16]
      - Battle 4 Atlantis (2018)
      - NIT Season Tip-Off (2016)

    - All-Big East (2017, 2018)
    - najlepszych pierwszorocznych zawodników Big East (2016)

  - II składu Academic All-American (2018)
- Lider konferencji Big East w liczbie:
  - zdobytych punktów (756 – 2018)
  - celnych rzutów z gry (270 – 2018)

### NBA
- Zaliczony do II składu NBA (2024)[17]
- Uczestnik:
  - meczu gwiazd NBA (2024)[18]
  - konkursu rzutów za 3 punkty (2024)[19]

### Reprezentacja
Seniorska
- Uczestnik mistrzostw świata (2023 – 4. miejsce)[20]

Młodzieżowe
- Mistrz:
  - mistrzostw świata U–19 (2015)
  - Ameryki U–18 (2014)
- Koszykarz roku według USA Basketball (USA Basketball Male Athlete of the Year – 2015)
- MVP mistrzostw świata U–19 (2015)
- Zaliczony do I składu:
  - mistrzostw świata U–19 (2015)
  - turnieju Nike Global Challenge (2014)